# Djeliumkén
Djeliumkén (en rus: Джелюмкен) és un poble (un possiólok) del krai de Khabàrovsk, a Rússia, que el 2012 tenia 13 habitants.